# イオンスタイル山王
イオンスタイル山王（イオンスタイルさんのう）は、秋田県秋田市山王にあるイオン東北株式会社が運営する総合スーパー（GMS）。

## 概要
2020年（令和2年）4月、秋田放送が秋田市山王から、秋田市中通の新社屋に機能を移転。その後、山王の旧社屋は解体され、更地になっていた。秋田放送旧社屋跡地にイオン東北が出店を計画。出店場所は県道秋田停車場線（通称山王大通り）沿い、周辺には県庁や市役所などの官庁街や住宅地があり、また県道を挟んで向かい側には八橋運動公園があることから、周辺住民だけではなく、昼食を求める人たちや仕事帰りの来店、県内外からのスポーツ観戦に訪れた人たちなど、幅広いニーズが期待されると判断し出店を決めた。
店舗は2階建て。1階はイオン東北直営で、「秋田の食の中心地」をコンセプトに、県産野菜や県内の漁港で取れた鮮魚などの地場産品、県産食材を使った商品を販売するほか、プライベートブランドの商品を豊富に取り扱う。2階は専門店フロアとなり、無印良品やクレーンゲームが楽しめるゲームフィールドなどが出店した。衣食住に関わる商品をそろえた専門店と食品スーパーを組み合わせたスタイルにすることにより、幅広い客層への浸透を目指す。
2025年（令和7年）3月9日、オープンに先立ち、イオングループ従業員や地域住民などが参加し、植樹祭を開催。秋田市の花であるサツキをはじめ、ドウダンツツジ、ムラサキシキブ、ヤマブキ、カンツバキの5種類約680本の苗木を敷地内に植えた。
2025年（令和7年）3月20日、午前8時20分から店舗前にてセレモニーを開催。関係者のテープカットやイオン東北辻雅信社長のあいさつの後、午前9時にグランドオープンした。

## 沿革

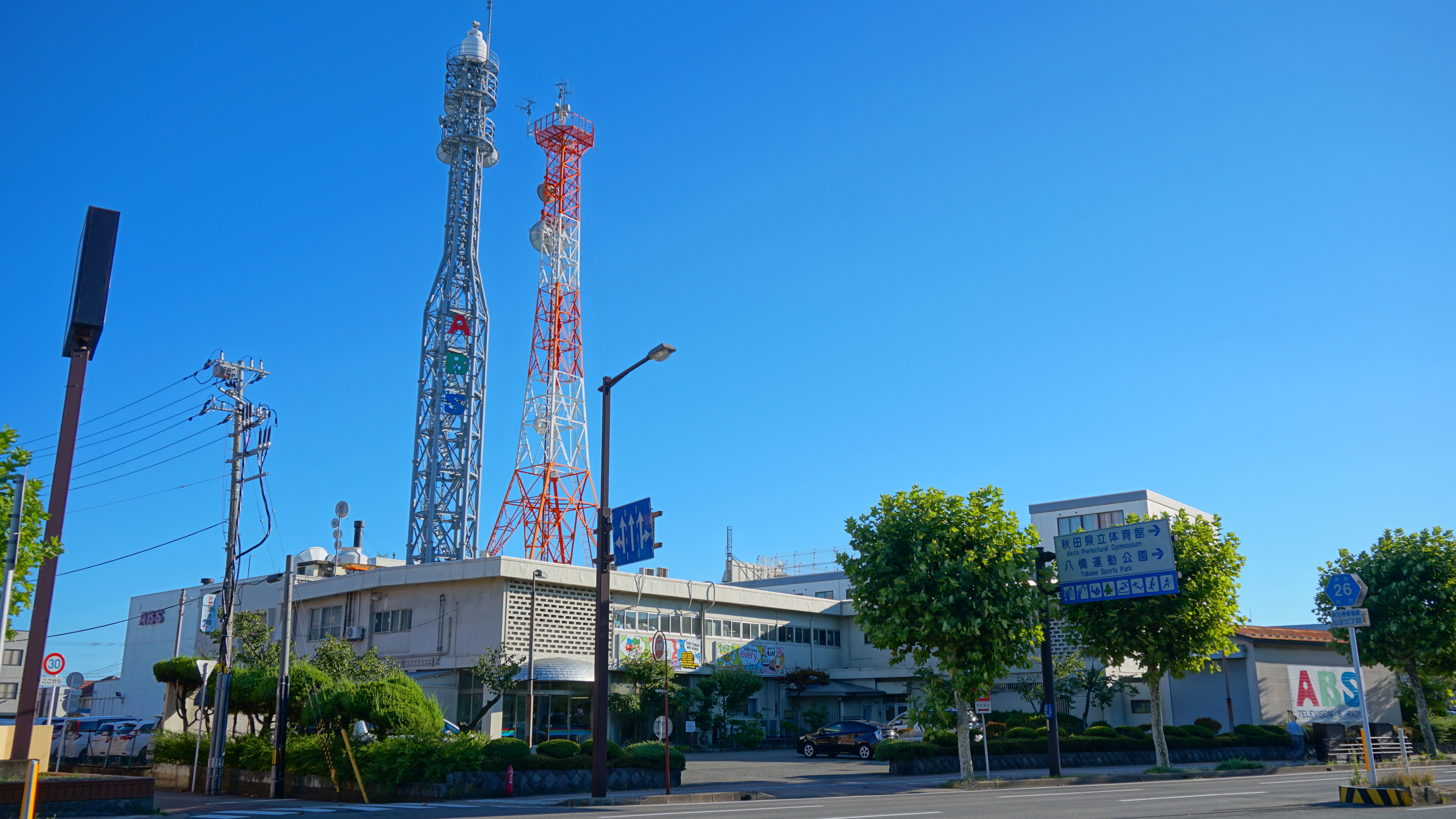
秋田放送旧社屋（2019年8月）

- 2019年（令和元年）6月3日 - 秋田市中通七丁目に秋田放送の新社屋が完成。竣工式を挙行[13]。
- 2020年（令和2年）
  - 4月1日 - 秋田放送が、秋田市中通七丁目の新社屋に本社機能を移転。
  - 6月 - 秋田放送旧社屋の解体工事を開始[9]。
- 2021年（令和3年）
  - 7月 - 秋田放送旧社屋の解体工事が完了[2]。
  - 12月24日 - 秋田放送とイオン東北にて、20年の事業用定期借地権設定契約を締結[2]。
- 2024年（令和6年）
  - 3月 - 建設工事を開始[7]。
  - 4月15日 - 地鎮祭を挙行[7]。
  - 7月3日 - 大規模小売店舗立地法の規定により、秋田市に大規模小売店舗の新設に関する届出を提出[1]。
- 2025年（令和7年）
  - 2月20日 - ANAクラウンプラザホテル秋田にて店舗概要を発表[6][5]。
  - 3月9日 - 植樹祭を開催[11][14]。
  - 3月18日・19日 - プレオープン[4]。
  - 3月20日 - グランドオープン[4][12]。
  - 6月5日 - 環境月間に合わせて、秋田県とイオンの連携した取り組みの一環として、鈴木健太秋田県知事がイオンスタイル山王を訪れ、環境に配慮した買い物方法を実演[15]。
  - 6月22日 - イオンスタイル山王にて、政府との随意契約による備蓄米400袋（1袋5キロ）を予告なしで販売[16][17]。

## テナント

### 1階
- ケンタッキーイオンスタイル秋田山王店
- うさちゃんクリーニングイオンスタイル山王店
- イオン銀行ATM管理店イオンスタイル山王出張所

### 2階
- 無印良品秋田山王
- サイゼリヤイオンスタイル秋田山王
- JINSイオンスタイル山王店
- ゲームフィールド秋田山王店
  - ブラウブリッツ秋田オフィシャルファンショップ